# Mohamed Sanad (rukometaš)
Mohamed Sanad (Kairo, 16. siječnja 1991.), egipatski rukometni reprezentativac. Sudjelovao na svjetskom prvenstvu 2019. i Egiptu 2021.